# Fusillade de Dayton
La fusillade de Dayton est une fusillade survenue le 4 août 2019 à Dayton, dans l'Ohio. Elle a fait neuf victimes et 27 blessés.

## Déroulement et bilan
Un homme nommé Connor Betts,  âgé de 24 ans, portant un gilet pare-balle, muni d'un fusil d'assaut et de nombreuses munitions, a ouvert le feu devant un bar d'un quartier animé de la ville de Dayton vers 1 heure du matin. La fusillade a duré entre trente secondes et une minute, la police étant en patrouille dans le quartier et intervenant très rapidement en abattant le tireur. Il a causé la mort de neuf personnes, dont sa sœur (qui l'avait accompagnée plus tôt sur les lieux en voiture), âgée de 22 ans, les huit autres victimes sont trois femmes noires, trois hommes noirs et deux hommes blancs, âgés de 25 à 57 ans, et a fait vingt-sept blessés.

## Enquête
Les motivations du tireur sont inconnues, la police enquête dans son entourage et sur les réseaux sociaux.

## Personnalité
Peu après l'attaque, les forces de l'ordre ont confirmé que le tireur était Connor Stephen Betts, un homme de 24 ans, venant de Bellbrook, dans l’État de l'Ohio,,
Connor Betts fasciné par les armes et la violence , il était aussi proche de la scène musicale misogyne « pornogrind », un style proche du métal aux paroles de chansons extrêmement violentes, sexuellement explicites et faisant l’apologie du viol. Quelques heures avant d'ouvrir le feu à Dayton, il « likait » un post en faveur du contrôle des armes à feu, et plusieurs concernant la fusillade d'El Paso en 2019, dont un tweet qui qualifiait le tireur d'El Paso de terroriste et de suprémaciste blanc.

## Succession avec la fusillade d'El Paso
Cette fusillade a eu lieu quelques heures après celle à caractère raciste d'El Paso,. Il s'agit des 250e et 251e fusillades ayant touché quatre personnes ou plus depuis le début de l'année 2019 selon l'ONG Gun Violence Archive (en).